# Етабль (Савоя)
Ета́бль (фр. Étable) — колишній муніципалітет у Франції, у регіоні Овернь-Рона-Альпи, департамент Савоя. Населення — 356 осіб (2011).
Муніципалітет був розташований на відстані близько 480 км на південний схід від Парижа, 110 км на схід від Ліона, 22 км на південний схід від Шамбері.

## Історія
До 2015 року муніципалітет перебував у складі регіону Рона-Альпи. Від 1 січня 2016 року належав до нового об'єднаного регіону Овернь-Рона-Альпи.
1 січня 2019 року Етабль і Ла-Рошетт було об'єднано в новий муніципалітет Вальжелон-Ла-Рошетт.

## Демографія
Динаміка населення (INSEE ):
Розподіл населення за віком та статтю (2006):
| Стать | Всього | До 15 років | 15-24 | 25-44 | 45-64 | 65-85 | Понад 85 |
| --- | ------ | ----------- | ----- | ----- | ----- | ----- | -------- |
| Чоловіки | 162    | 20          | 29    | 42    | 42    | 29    | 0        |
| Жінки | 157    | 16          | 34    | 28    | 51    | 24    | 4        |
| \| Статево-вікова піраміда \| Статево-вікова піраміда \| Статево-вікова піраміда \| \| ----------------------- \| ----------------------- \| ----------------------- \| \| Чоловіки \| Вік \| Жінки \| \| 0 \| 85 + \| 4 \| \| 8 \| 80-84 \| 0 \| \| 4 \| 75-79 \| 8 \| \| 13 \| 70-74 \| 8 \| \| 4 \| 65-69 \| 8 \| \| 8 \| 60-64 \| 13 \| \| 13 \| 55-59 \| 4 \| \| 17 \| 50-54 \| 13 \| \| 4 \| 45-49 \| 21 \| \| 13 \| 40-44 \| 8 \| \| 21 \| 35-39 \| 8 \| \| 4 \| 30-34 \| 4 \| \| 4 \| 25-29 \| 8 \| \| 8 \| 20-24 \| 17 \| \| 21 \| 15-20 \| 17 \| \| 4 \| 10-14 \| 8 \| \| 8 \| 5-9 \| 4 \| \| 8 \| 0-4 \| 4 \| |        |             |       |       |       |       |          |
| Статево-вікова піраміда |        |             |       |       |       |       |          |
| Чоловіки | Вік    | Жінки       |       |       |       |       |          |
| 0 | 85 +   | 4           |       |       |       |       |          |
| 8 | 80-84  | 0           |       |       |       |       |          |
| 4 | 75-79  | 8           |       |       |       |       |          |
| 13 | 70-74  | 8           |       |       |       |       |          |
| 4 | 65-69  | 8           |       |       |       |       |          |
| 8 | 60-64  | 13          |       |       |       |       |          |
| 13 | 55-59  | 4           |       |       |       |       |          |
| 17 | 50-54  | 13          |       |       |       |       |          |
| 4 | 45-49  | 21          |       |       |       |       |          |
| 13 | 40-44  | 8           |       |       |       |       |          |
| 21 | 35-39  | 8           |       |       |       |       |          |
| 4 | 30-34  | 4           |       |       |       |       |          |
| 4 | 25-29  | 8           |       |       |       |       |          |
| 8 | 20-24  | 17          |       |       |       |       |          |
| 21 | 15-20  | 17          |       |       |       |       |          |
| 4 | 10-14  | 8           |       |       |       |       |          |
| 8 | 5-9    | 4           |       |       |       |       |          |
| 8 | 0-4    | 4           |       |       |       |       |          |

## Економіка
2010 року серед 217 осіб працездатного віку (15—64 років) 163 були активними, 54 — неактивними (показник активності 75,1%, у 1999 році було 67,6%). З 163 активних мешканців працювали 154 особи (84 чоловіки та 70 жінок), безробітними було 9 (5 чоловіків та 4 жінки). Серед 54 неактивних 13 осіб було учнями чи студентами, 27 — пенсіонерами, 14 були неактивними з інших причин.

У 2010 році в муніципалітеті числилось 143 оподатковані домогосподарства, у яких проживали 372,5 особи, медіана доходів виносила 19 630 євро на одного особоспоживача